# 韋斯特內斯
韋斯特內斯（挪威語：Vestnes）是挪威的一個市镇，位於默勒-魯姆斯達爾郡，是魯姆斯達爾地區的一部分，總面积為352.15平方公里，2010年人口總計為6,506人，人口密度為18.7人/平方公里。